# Galičica
Galičica je gorovje na jugozahodu Severne Makedonije, manjši (južni) del gorovja pa se nadaljuje v Albaniji. Gorovje je dolgo 35 km in se razteza na površini 227 kvadratnih kilometrov. Njegov najvišji vrh je Magaro z 2254 metri nadmorske višine. Galičica ločuje največji jezeri v Severni Makedoniji, Prespansko jezero in Ohridsko jezero.
Makedonski del gorovja je bil leta 1958 proglašen za narodni park. V narodnem parku uspeva preko 1600 rastlinskih vrst, med katerimi so nekatere endemične in se pojavljajo le na območju gorovja Galičica.
Galičica je kraško gorovje, zaradi poroznosti terena pa je pretežno suho. Zaradi tega pojava dajejo vode iz Prespanskega jezera 50 % vode Ohridskemu jezeru, in sicer pri Sv. Naumu, kjer iznikne reka Črni Drim, ki v bistvu izvira iz Prespanskega jezera.

## Slike
- Pogled z Galičice proti južnemu delu Ohridskega jezera
- Galičica spomladi
- Cestni prelaz čez Galičico
- Pogled z Galičice na severni del Ohridskega jezera
- Pogled z Galičice na mesto Ohrid
- Notranjost gorovja
- Galičica poleti
- Pogled z Galičice proti južnemu delu Ohridskega Jezera
- Najvišji vrh gorovja, Magaro (2255 m)
- Pogled z Galičice na naselje Trpejca
- Pogled z Galičice na vzhodno obalo Ohridskega jezera
- Lokva na Galičici
- Kraško polje na 1500 m višine na Galičici
- Planinski dom "Asan Djura" na višini 1500 m